# Pierre Relecom
Pierre Relecom (Lasne, 12 juli 1985) is een Belgische voormalig golfprofessional.

## Amateur

### Overwinningen
- 2007: Swiss International Championship (212, -4) in Bazel

## Professional
Relecom werd in 2008 professional en speelde voornamelijk op de Challenge Tour en de Alps Tour. In 2009 maakte Relecom deel uit van het Belgische team bij de Interland tegen Nederland.
Hij was verbonden aan de Royal Waterloo Golf Club. In 2014 was Relecom de eindwinnaar van de Swiss Challenge.

### Overwinningen
Nationaal
- 2014: PGA Kampioenschap

Challenge Tour
- 2014: Swiss Challenge

### Teamdeelnames
- Interland Holland - België: 2009